# Mario Ortiz
Mario Ortiz Vallejos (Santiago, 1936. január 28. – Santiago, 2006. május 2.) chilei válogatott labdarúgó.
A chilei válogatott tagjaként részt vett az 1962-es világbajnokságon.

## Sikerei, díjai
Palestino
- Chilei bajnok (1): 1955

Colo-Colo
- Chilei bajnok (2): 1960, 1963

Chile
- Világbajnoki bronzérmes (1): 1962